# Yekaterina Gordéyeva
Yekaterina Aleksándrovna Gordéyeva (del ruso: Екатери́на Алекса́ндровна Горде́ева) (Moscú, 28 de mayo de 1971) es una atleta rusa. Fue campeona Mundial y Olímpica de patinaje artístico sobre hielo junto a su compañero Sergei Grinkov.

## Biografía
Yekaterina Gordéyeva nació en Moscú, ex Unión Soviética (ahora Rusia). Hija de Aleksandr Alekséyevich Gordéyev y Yelena Lvovna Gordéyeva. Tiene una hermana menor llamada Mariya Aleksándrovna Gordéyeva (nacida en 1975).
Gordéyeva comenzó a patinar a la edad de cuatro años, con patines de tamaño mucho más grandes y usando gran cantidad de calcetines, porque los patines pequeños para sus pies eran inaccesibles en la Unión Soviética. Su padre quería que ella fuera bailarina, pero ella deseaba patinar y así lo hizo.
A menudo la llamaban “Katia”.

### Relación con Serguéi Grinkov
En el tiempo en que en la Unión Soviética se identificaban a pequeños niños con condiciones atléticas, se los enviaba a escuelas especiales, y se les daba un riguroso entrenamiento en la disciplina deportiva, eligieron a Gordéyeva como patinadora sobre hielo. Ella no era particularmente fuerte, y en agosto de 1981, en el Club Central de la Armada Roja (CSKA), en Moscú, el entrenador Vladímir Zajárov juntó a Gordéyeva de 10 años con Serguéi Grinkov de 14 años de edad. La pareja en 1985 ganó el Campeonato Mundial Junior en Colorado Springs, Colorado. Al siguiente año, ellos ganaron su primer Campeonato Mundial de Patinaje Artístico sobre Hielo (ganarían cuatro en total). Repitieron el título obtenido al año siguiente y también ganaron la medalla de oro en los Juegos Olímpicos de Invierno en Calgary, Alberta, Canadá en 1988. Después de una caída en su programa largo, se quedaron con la medalla de plata en el Campeonato Mundial de 1988, pero volvieron a conseguir el título en 1989 y lo defendieron con éxito nuevamente en 1990. Se convirtieron en profesionales en ese mismo año. Luego ganaron su primer Campeonato Mundial Profesional en 1991 y volvieron a ganar ese título dos veces más (1992 y 1994).
Gordéyeva y Grinkov ganaron casi todas las competencias en que participaron. En las 31 competiciones que fueron parte a nivel profesional, ellos terminaron ganando impresionantemente en 24 oportunidades. Después de ganar su primer Campeonato Mundial en 1986, ellos nunca terminaron por debajo del segundo puesto. Ellos son unos de las pocas parejas en la historia de este deporte que consiguieron con éxito un salto cuádruple con giro en competiciones internacionales, en el Campeonato Mundial de 1987. También realizaron ese difícil salto en el Campeonato Europeo de Patinaje Artístico sobre Hielo de 1987, pero debido a un problema con la correa de la bota de Serguéi y a un malentendido sobre las reglas, fueron descalificados del evento.
En 1989, su sociedad patinadora había florecido en romance. Se casaron en abril de 1991 (la boda por civil fue el 20 de abril y por iglesia fue el 28 de abril).
La temporada siguiente fue el primer año que viajaron con las Estrellas en el Hielo (Stars on Ice). Patinaron a través de los Estados Unidos y Canadá con el espectáculo, desde noviembre de 1991 hasta abril de 1992. Entonces, el 11 de septiembre de 1992, Yekaterina dio a luz a su hija, Dariya Serguéyevna Grinkova (apodada "Dasha"), en Morristown, New Jersey. Poco después del nacimiento de Daria, la pareja ya estaban entrenando nuevamente para una nueva temporada de Stars on Ice, que debutó ese noviembre.
Su patinaje era único, irradiaban magia cuando actuaban. Katia y Serguéi supieron conquistar a todos con su patinaje y con su amor. El amor hacia el patinaje y a la vez el amor que se tenían el uno hacia el otro hizo que se convirtieran en la pareja de patinaje más conocida del momento y cosecharon muchos éxitos.
Se los considera la mejor pareja de todos los tiempos. Muchos se refieren a ellos solamente como "G&G".
En 1994, volvieron a la competencia olímpica y obtuvieron su segunda medalla de oro en las Juegos Olímpicos de Invierno de Lillehammer, Oppland, Noruega. Después de estas Olimpiadas, volvieron de nuevo al patinaje profesional y tomaron la residencia en Simsbury, Connecticut. Durante la temporada 1994-95, viajaron otra vez, con Stars on Ice. Ese año, Gordéyeva fue nombrada una de la "50 personas más bellas del mundo" por la revista People y ese verano fueron elegidos para el Salón de la Fama del Patinaje Artístico sobre Hielo.
Sin embargo, la tragedia ocurrió en noviembre de 1995, cuando Serguéi Grinkov se desmayó y murió de un ataque del corazón que sufrió en la pista de hielo de Lake Placid, Nueva York, mientras que él y Yekaterina practicaban su rutina para la gira de 1996. Los doctores descubrieron más adelante que Grinkov tenía una condición congénita del corazón que causó su muerte.

### Carrera solista
En 1996 Yekaterina animada y ayudada por sus compañeros de patinaje volvió a patinar y lo hizo en una Gala en memoria a Serguéi Grinkov titulada "La Celebración de una Vida", a esa gala acudieron toda su familia, incluida su pequeña Daria y la familia de Serguéi.
Gordéyeva ha dicho que ella se sentía como si ella patinara con Serguéi esa noche, de que ella era “doblemente fuerte” porque lo sentía con ella. El mismo año, con la ayuda del autor E. M. Swift, ella contó su historia en un libro titulado Mi Serguéi: Una historia del amor el cual trata de la vida de ambos en un tributo a Serguéi Grinkov y las fuerzas que tuvo que sacar para superar su muerte y también para patinar de nuevo, sola. En febrero de 1998, CBS realizó un docudrama basado en el libro. Ella publicó un segundo libro en abril de 1998, titulado Una letra para Daria.
Gordéyeva retornó a Stars on Ice en 1996 y viajó con la show cada año hasta 2000, cuando ella tomó tiempo para tener un bebé. Ella ha vuelto a la gira como estrella invitada muchas veces, pero nunca ha vuelto como miembro estable del show. Además de viajes y de demostraciones, Gordéyeva compitió con éxito como patinadora solista profesional, terminando en segundo lugar en Campeonato Mundial Profesional de Patinaje sobre Hielo (en 1998). Ella es querida y admirada por especialistas y es reconocida por su elegancia, gracia y calidad en el hielo.
Nunca ha vuelto a patinar con una pareja estable, pero ha realizado shows y exhibiciones con diferentes parejas como Artur Dmítriyev, Antón Sijarulidze, David Pelletier, y Juan Zimmerman. Para la temporada de 1998-1999 de Stars on Ice, ella y los rusos Iliá Kulik, Yelena Bechke, y Denís Petrov realizaron un cuarteto de demostración de habilidades en pareja, y en 1999-2000, ella lo realizó en pareja con Ilia Kulik.
Ella también ha firmado varios contratos con reconocidas marcas, el más notable de ellos fue con Target y sacó dos líneas de perfumes (“Katia” y “Katia Sport”) que fueron vendidas a través de la cadena de tiendas Target. Gordéyeva y su hija, Daria, aparecieron en la película "Snowden on Ice" de 1997 y Gordéyeva apareció en la secuela de 1998 "Snowden's Raggedy Ann and Andy Holiday Show". Ella ha representado Rolex y también ha aparecido con Daria en el anuncio "Got Milk?". En 2003, ella se presentó en el hielo por primera vez con Daria. La pareja realizó una demostración en el Día de la Madre y se han presentado en el hielo juntas varias veces desde entonces. En 2007, la pareja de madre e hija han ensamblado en un trío con la hija más joven de Katia, Liza.

## Vida personal
El 15 de junio de 2001, Gordéyeva dio a luz a su segunda hija, Yelizaveta Ilíchna Kulik (apodada "Liza"), cuyo padre es el ganador de la medalla de oro de los Juegos Olímpicos de Invierno de 1998, Ilia Kulik. La pareja se casó en una ceremonia privada en San Francisco el 10 de junio de 2002. Ellos vivieron en California por varios años, antes de mudarse a Avon (Connecticut) en 2003. La familia volvió a Los Ángeles en el verano de 2007. Además de patinar, Gordéyeva se convirtió en entrenadora y coreógrafa.
Ella también apareció en 2003 Sports Illustrated.

## Competencias
Pareja con Serguéi Grinkov
| Evento / Año                                                     | 1986 | 1987 | 1988 | 1989 | 1990 | 1991 | 1992 | 1993 | 1994 |
| Juegos Olímpicos de Invierno                                     | -    | -    | 1.º  | -    | -    | -    | DNC  | -    | 1.º  |
| Campeonato de Patinaje Artístico sobre Hielo de Rusia / URSS     | 2.º  | 1.º  | -    | -    | -    | -    | -    | -    | 1.º  |
| Compeonato Europeo de Patinaje Artístico sobre Hielo             | 2.º  | wd   | 1.º  | -    | 1.º  | -    | -    | -    | 1.º  |
| Campeonato Mundial de Patinaje Artístico sobre Hielo             | 1.º  | 1.º  | 2.º  | 1.º  | 1.º  | -    | -    | -    | -    |
| Campeonato Mundial Profesional de Patinaje Artístico sobre Hielo | -    | -    | -    | -    | 2.º  | 1.º  | 1.º  | -    | 1.º  |